# Maggie Q
Maggie Q (* 22. května 1979 Honolulu, Havaj, USA) je americká herečka, modelka a televizní star. Narodila se jako Margaret Denise Quigley polsko-irsko-americkému vojákovi a vietnamské imigrantce. Než započala její hollywoodská sláva, zkoušela své štěstí v Tokiu a Tchaj-pej, kde chodila na modelingové konkurzy. Svého snu se jí dostalo až v Hongkongu, kde její potenciál objevil slavný herec Jackie Chan.

## Dětství
Maggie Q se narodila jako nejmladší z pěti dětí. Byla vychována na Havaji, těsně poté, co se její rodina přestěhovala do Mililani. Navštěvovala Mililani Waena Elementary School a Wheeler Intermediate School. Na střední škole se připojila k cyklistickému kroužku a plaveckému týmu. Ve třetím ročníku získala titul „Nejlepší postava“ a v roce 1997 maturovala.

## Kariéra

### 1997–1998
Maggie dala na radu své kamarádky a ve svých sedmnácti letech začala pracovat jako modelka. Svůj debut měla v Tokiu, poté ji přemístili na Tchaj-pej, kde nezažila veliký úspěch a nakonec skončila v Hongkongu.

### 1998–2005

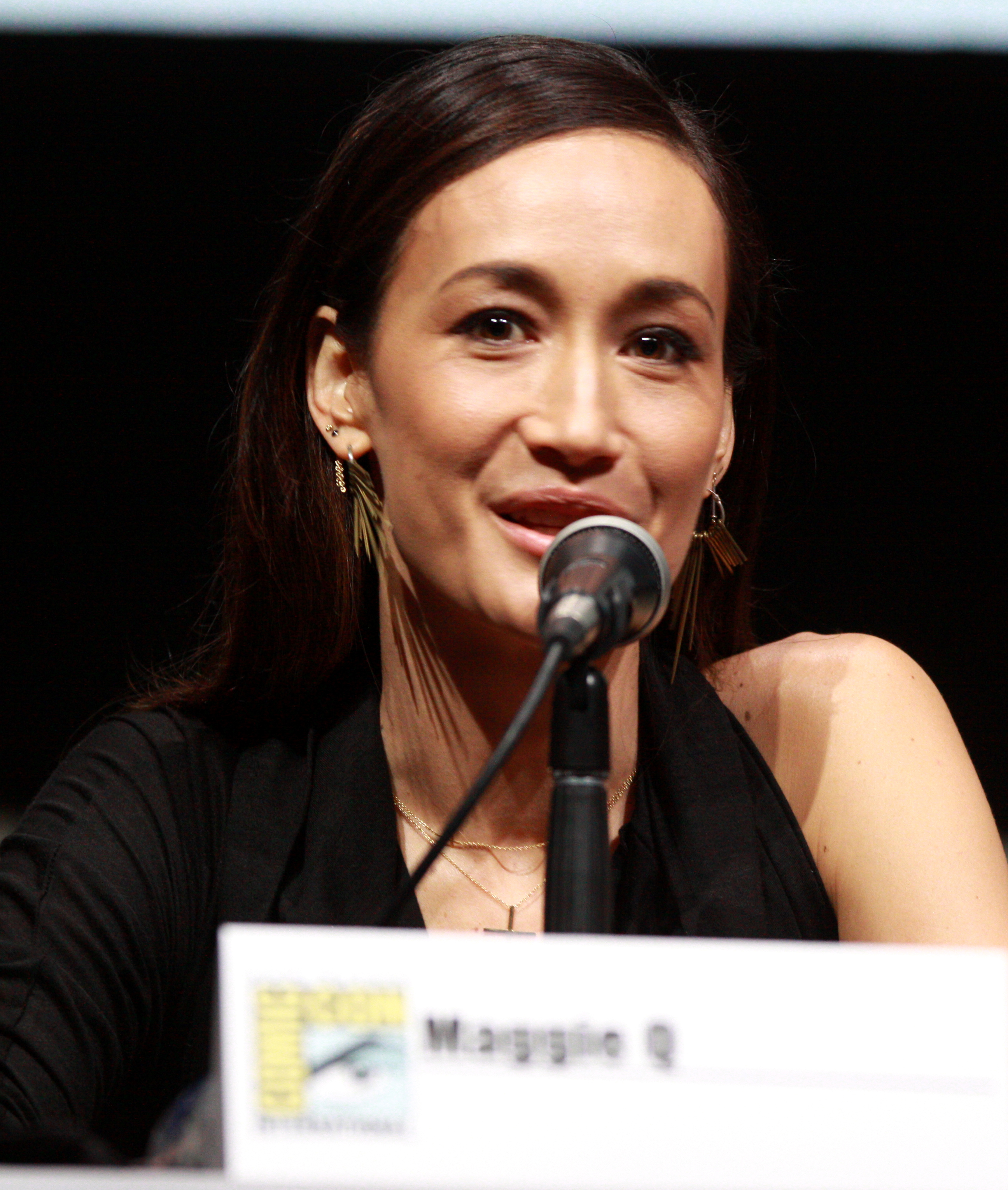
Maggie Q na San Diego Comic-Con International v roce 2013

Ačkoli se jí jako modelce v Hongkongu nedařilo, všiml si jí herec akčních filmů Jackie Chan a uviděl v ní herecký potenciál. Pod jeho dohledem trénovala učila se vše, co herec v akčních snímcích potřebuje.
Poprvé se objevila v televizní sérii House of the Dragon, která se v Asii stala velkým hitem. Jejím filmovým debutem se stal v roce 2000 hororový snímek Model From Hell, kde ztvárnila roli Anny. Díky úspěchu získala téhož roku roli FBI agentky Jane Quigley ve filmu Gen-Y Cops. Role agentky oslnila Jackieho Chana na tolik, že byla obsazena do filmu Manhattan Midnight a pokračování snímku Rushhour 2.

### 2006-2010
Celosvětový úspěch sklidila až po boku Toma Cruise ve filmu Mission: Impossible III. V roce 2006. Posléze se objevila na plátně společně s Brucem Willisem (Smrtonosná past 4.0).
V roce 2008 zářila v thrilleru Deception s Hughem Jackmanem a Ewanem McGregorem, kde ztvárnila roli bankéřky, která postavě Jackmana představí exkluzivní anonymní seznam sex klubu.
Zkusila si také roli svůdné federální agentky ve videohře Need for Speed: Undercover.

### 2010–dosud
V roce 2010 si zahrála svojí první hlavní roli v seriálu Nikita – příběhu o zběhlé nájemné vražedkyni, bojující proti státní agentuře, která jí byla kdysi domovem. V obnoveném seriálu nejvíce ukázala svůj talent na bojová umění. Při natáčení neměla dablérku a všechny nebezpečné scény si dělala sama. Později se v květnu 2011 objevila na plátně po boku Paula Bettanyho ve snímku Priest.
Po lehké pauze se v roce 2014 vrátila v akčním dramatu Divergence jako Tori Wu. Jelikož se jednalo o první adaptaci z trilogie románů, tak se Maggie Q opět objevila na plátnech i v pokračováních v roce 2015 i a poté 2016. V roce 2015 hrála roli detektiva Beth Davis v seriálu Stalker. Seriál byl však po odvysílání první řady zrušen. V říjnu v roce 2013 začala natáčet film The Crash, který měl premiéru v roce 2016. V únoru 2016 bylo oznámeno, že si zahraje v seriálu ABC Prezident v pořadí, po boku Kiefera Sutherlanda.

## Osobní život
Maggie je velká milovnice zvířat a je vegetariánkou. Žije společně se svými sedmi zachráněnými psy v Los Angeles. V roce 2008 byla jmenována „Člověkem roku“ organizací PETA pro Asii a Pacifik. Je zodpovědná za odstranění všech zvířecích kožichů z kostýmů filmu Three Kingdoms: Resurrection of the Dragon.
V roce 2006 v jednom interview přiznala, že neslyší na jedno ucho, jelikož byla při hraní vystavena výbušninám a při jednom z triků byla moc blízko explozi.
Má celkem tři tetování. Jedno z nich je fénix na jejím boku, kterého ukázala v seriálu Nikita.
Po rozchodu s partnerem a hercem Danielem Wu, se seznámila s hercem Dylanem McDermottem, který se stal jejím kolegou v televizním seriálu Stalker a se kterým se v lednu 2015 zasnoubila. V únoru roku 2019 se dvojice rozešla.

## Filmografie

### Film
| Rok  | Název                           | Role              | Poznámky                                                                             |
| ---- | ------------------------------- | ----------------- | ------------------------------------------------------------------------------------ |
| 2000 | Model from Hell                 | Anna              |                                                                                      |
| 2000 | Ocelový mumraj                  | Jane Quigley      |                                                                                      |
| 2001 | Manhattan Midnight              | Susan/Hope        |                                                                                      |
| 2001 | Křižovatka smrti 2              | dívka v autě      |                                                                                      |
| 2002 | Vyvolené                        | Charlene Chingová |                                                                                      |
| 2003 | The Trouble-Makers              | slečna Clary      |                                                                                      |
| 2004 | Magic Kitchen                   | May               |                                                                                      |
| 2004 | Cesta kolem světa za 80 dní     | agentka           |                                                                                      |
| 2004 | Rice Rhapsody                   | Gigi              |                                                                                      |
| 2005 | Taped                           | Maggie            | krátkometrážní film                                                                  |
| 2005 | Dragon Squad                    | Yuet              |                                                                                      |
| 2005 | Dům harmonie                    | Harmony           | TV film                                                                              |
| 2006 | Mission: Impossible III         | Zhen Lei          |                                                                                      |
| 2007 | The Counting House              | Jade              |                                                                                      |
| 2007 | Smrtonosná past 4.0             | Mai Linh          |                                                                                      |
| 2007 | Skóruj!                         | Maggie Wong       |                                                                                      |
| 2008 | Tři království: Vzkříšení draka | Cao Ying          |                                                                                      |
| 2008 | Podvod                          | Tina              |                                                                                      |
| 2008 | New Yorku, miluji Tě!           | Janice Taylor     |                                                                                      |
| 2009 | The Warrior and the Wolf        | Harran Woman      |                                                                                      |
| 2010 | Utajená operace                 |                   |                                                                                      |
| 2010 | Král bojovníků                  | Mai Shiranui      |                                                                                      |
| 2011 | Kazatel                         | Kazatelka         |                                                                                      |
| 2014 | Divergence                      | Tori Wu           |                                                                                      |
| 2014 | Unity                           | Vypravěč          | dokument                                                                             |
| 2015 | Rezistence                      | Tori Wu           |                                                                                      |
| 2016 | Aliance                         | Tori Wu           |                                                                                      |
| 2017 | Bankrot                         | Hilary            |                                                                                      |
| 2017 | Slumber                         | Alice             |                                                                                      |
| 2018 | Angláni na útěku                | Irina             |                                                                                      |
| 2018 | Modest Heroes                   | Matka (hlas)      |                                                                                      |
| 2020 | Fantasy Island                  | Gwen Olsen        |                                                                                      |
| 2020 | The Death of Me                 | Christine         |                                                                                      |
| 2020 | The Argument                    | Sarah             |                                                                                      |
| 2021 | Pomsta (The Protégé)            | Anna              | Akční / Krimi / Thriller USA / Velká Británie, 2021, 109 min. (Alternativní 104 min) |

### Televize
| Rok       | Název               | Role                       | Poznámky              |
| --------- | ------------------- | -------------------------- | --------------------- |
| 1998      | House of the Dragon | Devine                     |                       |
| 2002      | Mission In Trouble  | Yeung Lan                  |                       |
| 2010–13   | Nikita              | Nikita Mears               | hlavní role, 73 dílů  |
| 2012–2019 | Young Justice       | Wonder Woman (hlas)        | vedlejší role, 7 dílů |
| 2014–15   | Stalker             | Beth Davis/Michelle Webber | hlavní role, 20 dílů  |
| 2016–2019 | Prezident v pořadí  | FBI Agent Hannah Wells     | hlavní role, 50 dílů  |
| TBA       | Queen of Canton     | Čeng Š'                    | hlavní role           |

### Videohry
| Rok  | Název                      | Role       | Poznámky |
| ---- | -------------------------- | ---------- | -------- |
| 2008 | Need for Speed: Undercover | Chase Linh |          |

### Videoklipy
| Rok  | Umělec                        | Název písně        |
| ---- | ----------------------------- | ------------------ |
| 2000 | Chris Yu                      | „Subway“           |
| 2002 | Santana feat. Michelle Branch | „The Game of Love“ |

### jako producentka
| Rok  | Název           | Poznámky            |
| ---- | --------------- | ------------------- |
| 2005 | Earthlings      | producentka         |
| 2006 | Love Asia       | producentka         |
| TBA  | Queen of Canton | výkonná producentka |

## Ocenění
Maggie Q byla nominována celkem třikrát, a to v soutěži Teen Choice Awards v letech 2011, 2012 a 2013 v kategorii Herečka akčním filmů za ztvárnění Nikity ve stejnojmenném seriálu.